# Paraneoplastisch syndroom
Een paraneoplastisch syndroom is een verschijnsel of complex van verschijnselen dat soms optreedt bij mensen die een kwaadaardige tumor hebben, zonder dat dit het gevolg is van tumorcellen in het aangedane gebied. Het ontstaat meestal door humorale factoren (signaalstoffen die zich via het bloed verspreiden), en veel van deze syndromen worden niet volledig begrepen. Een voorbeeld is de ziekte van Marie-Bamberger bij longkanker, of acanthosis nigricans bij sommige andere tumoren. 
De meeste van deze syndromen kunnen ook optreden zonder dat er een kwaadaardige tumor in het spel is, en bij verreweg de meeste kwaadaardige tumoren treden ze niet op. Er bestaan er tientallen. Als ze worden herkend kan dit aanleiding zijn om op jacht te gaan naar een soms ermee geassocieerde tumor. Vaak is de veroorzakende tumor ook al bekend.